# Radio ISA
Radio ISA, sigle de Radio Isère Savoie Ain est une radio basée à La Tour-du-Pin en Isère. Elle a débuté comme radio associative à émettre le 17 septembre 1984 depuis les villes de Pont-de-Beauvoisin en Isère et Savoie en diffusant ses programmes sur les trois départements de l'Isère, de la Savoie et de l'Ain, d'où son nom tiré des initiales des trois départements. Elle est membre des Indés Radios et du SIRTI, et appartient au groupe ISA Média Développement.
Cette radio est principalement axée sur la musique et la proximité avec ses auditeurs. Elle proposait également des informations et des retransmissions des matches de l'Olympique lyonnais et du CS Bourgoin-Jallieu. En 2012, Radio ISA Grenoble, devient la radio officielle du Grenoble Métropole Hockey 38 et diffuse tous les matchs en direct sur la fréquence de Grenoble.

## Histoire
Fin 2011, le CSA attribue de nouvelles fréquences pour Radio ISA dans le Sud-Isère : Grenoble : 100.4 FM La Mure : 88.3 FM et Voiron : 100.3 FM (qui change de fréquences et de lieu d’émission).
Entre mai 2012 et septembre 2014, Radio ISA diffuse un programme spécifique nommé Radio ISA Grenoble sur les zones urbaines de Grenoble, Voiron et La Mure. Radio ISA Grenoble est basée dans le quartier Europole, à Grenoble et son slogan est « Le Top du Rythme ! ».
Les nouvelles fréquences sont mises en service le 27 octobre 2011 pour Grenoble et Voiron et quelques jours plus tard pour La Mure. Cependant, ce ne sont toujours pas les programmes propres à Radio ISA Grenoble qui sont diffusés mais toujours ceux de Radio ISA La-Tour-du-Pin.
Il faut attendre le 11 mai 2012, à 16 heures, pour que débutent véritablement les programmes de Radio ISA Grenoble, qui devient alors une antenne indépendante de la station mère Radio ISA[réf. souhaitée].
En janvier 2013, Radio ISA Grenoble est créditée de 20 000 auditeurs quotidiens avec une audience cumulée de 4,8%, un résultat inespéré pour ses responsables qui avaient relativement peu communiqué sur la mise en place de leur nouvelle fréquence. 
Depuis septembre 2014, à l'occasion des 30 ans de la radio, les deux programmes de Radio ISA (Bourgoin-Jallieu et Grenoble) se sont réunis et diffusent sur les six fréquences.
En avril 2016, Radio ISA possède Perrine FM à la suite d'une syndication du programme de Perrine FM, qui fera étendre à Radio ISA, sa zone de diffusion en Haute-Savoie.
En 2018 commence la diffusion en DAB+ de Radio ISA, ISA Gold, et ISA Hits, au-dessus de Bourg-en-Bresse (département 01).

## Identité de la station

### Logos

Logo de Radio ISA jusqu'en octobre 2014.
Logo de Radio ISA depuis octobre 2014.

### Slogans
- Pour que chaque jour compte
- Le Top du Rythme
- « Le Top des Hits »